# Thrypticus penicillatus
Thrypticus penicillatus är en tvåvingeart som beskrevs av Van Duzee 1931. Thrypticus penicillatus ingår i släktet Thrypticus och familjen styltflugor. Inga underarter finns listade i Catalogue of Life.